# Hendrik Karels
Hendrik Karels (Nijmegen, 7 juni 1850 - Den Haag, 23 mei 1930) was een Nederlands componist, dirigent en militair.
Hij was zoon van regimentshoornblazer Willem Karels en Elisabeth van Helden. Hijzelf was getrouwd met Johanna Louise Poesenouw. Dochter Rebecca Wilhelmina huwde musicus Louis F. Leistikow.
Karels was een telg uit een traditionele militaire familie en daarnaast, evenals zijn vader, op zeer jonge leeftijd actief in de muziek. Op zestienjarige leeftijd trad hij in dienst als "blauwe" huzaar bij het 4e Regiment Huzaren (het huidige Regiment Huzaren van Boreel) van het Wapen der Cavalerie. Nadat hij meerdere militaire functies had doorlopen als wachtmeester, werd hij staftrompetter bij het muziekkorps van het 3e en later het 4e Regiment Huzaren. 
In de periode 1876 tot 1903 was hij adjudant-kapelmeester der huzaren op de Ripperda Kazerne in Haarlem en de Boreelkazerne in Deventer, met als eindrang ritmeester der huzaren. In deze periode schreef hij tal van beroemde Nederlandse marsen waaronder de Huzarenmars in 1881. 
De bevordering van Karels tot officier (eerste luitenant in 1901 en ritmeester in 1903) bij het 1e Regiment Huzaren (stamlijn van het Regiment Huzaren van Boreel), had hij onder meer te danken aan het schrijven van deze mars. Normaliter was de rang van kapelmeester bij de muziekkorpsen van de cavalerie Adjudant. De Huzarenmars is tot op heden de defileermars van het Nederlandse Wapen der Cavalerie. Andere werken van hem zijn de Prinses Wilhelminamars (1890), Feestmars, Marche Militair (opgedragen aan koning Leopold van België), een Bondsmars (voor de bond van harmonie- en fanfareorkesten in Overijssel en Gelderland), Oranjeliederenmars en Recht naar ’t doel. 
Tijdens zijn pensioen gaf hij leiding aan diverse amateurorkesten zoals de Velpsche Harmonie en de Fanfare De Eendracht uit Leuvenheim.    